# 建極大鐘
建極大鐘，是南诏时期崇聖寺寺內的大鐘。大钟是崇圣寺（位于今云南省大理市）曾有的五大重器之一。其餘四寶分別是三塔、雨銅觀音銅像、證道歌碑及佛都匾以及三聖金像。

## 歷史
在南诏建極十二年（871年），景莊帝蒙世隆下令在崇聖寺內鑄造一所建極大鐘。大鐘分為上下兩層，每層六面。上層每面高二尺五寸，闊二尺二寸。而下層就高一尺三寸，闊一尺七寸。鐘的每面均鑄有波羅蜜及天王像，通高丈餘，厚約一尺。建極大鐘的音律宏亮，聲傳八十里仍能聽到。明代末年的旅行家徐霞客曾讚美大鐘與崇聖寺的景色。基本上，鑄造大鐘的工藝要求十分高，必須具備精湛的冶煉技術方能鑄造成功。1997年，大理市人民政府撥款550萬在三塔公園復建南詔建極大鐘樓以及建極大鐘。「鐘（建極大鐘）震佛都」曾經是大理著名十六景之一。